# Парижский технологический институт
Паритек (ParisTech), или Парижский институт науки и техники, — одно из объединений высших учебных заведений Франции, которое включает двенадцать высших инженерных и коммерческих школ Парижа и пригородов. Основанный в 1991 году, институт ставил задачу «создать образовательное и научно-исследовательское учреждение, сопоставимое по величине с научными и техническими университетами мирового уровня».
В 1999 году название ассоциации заменили на «Паритек».
В 2007 году Паритек уравнял права иностранных студентов с французскими для поступления. Это упрощение призвано было облегчить поиск иностранных партнёров.
Контактный адрес: 12 rue Edouard Manet 75013 Paris.

## История
История различных школ Паритек восходит к началу индустриальной революции. Четыре школы были основаны в XVIII веке, прочие были созданы в течение XIX и XX веков.
В 1991, девять высших и инженерных школ объединяются в ассоциацию, названную «Высшие инженерные школы Парижа» (фр. «Grandes écoles d’ingénieurs de Paris»), чтобы сотрудничать в областях общих интересов и получить международное признание, которого бы не добились, будучи разобщёнными, из-за своих незначительных размеров.
В 1999 ассоциация переименовывается в «Паритек» («ParisTech»), так как короткое название легче воспринимается при иностранном сотрудничестве.
В настоящее время Паритек продолжает своё развитие, в частности в международном сотрудничестве, в рамках франко-китайского партнёрства с университетом Тунцзи. Там находится представительство Паритек в Китае, являющееся витриной французской науки и техники в Шанхае.
В настоящее время (2013 год), в Паритек входят: одиннадцать инженерных школ и одна коммерческая.
В октябре 2009 директора школ Паритек «подтвердили своё желание создать проект 2006 года „университет науки, технологии и менеджмента“, предполагающий размещение в трёх кампусах в парижском регионе, обладающий автономным управлением, и способный к самостоятельной дипломатии на уровне университетов».
11 декабря 2012, в интервью газете Le Nouvel Économiste, директор Mines ParisTech, Роман Субейран, подтвердил, что Паритек подтверждает желание стать технологическим университетом, объединяющим высшие французские инженерные школы.

## Управление
Учреждение управляется президентом и контролируется советом администрации. Совет выбирает президента каждые 3 года. Совет состоит из: одного представителя от каждого учреждения-основателя, от одного до трёх представителей членов объединения, трёх представителей персонала (двое из которых должны быть научными сотрудниками или преподавателями), одного представителя учащихся в аспирантуре и от трёх до пяти «квалифицированных» персон.
Президенту помогает исполнительное бюро (три вице-президента, выбирающихся из представителей школ-членов).
Совету администрации ассистирует совет стратегического направления, состоящий в основном, из управляющих крупными французскими предприятиями и представителей органов опеки над школами-членами. Этот совет даёт стратегические указания и работает для установления отношений между каждой школой-членом и её партнёрами (университетами, школами и предприятиями).
Научный совет состоит из представителей школ и сторонних научных партнёров. Научный совет даёт свою оценку и советы, касающиеся научной политики Паритек.
Сирил Ван Эффентер был президентом Паритек с 3 апреля 2007 года, но 12 июня 2012 был досрочно уволен с поста.
31 мая 2013 года, Жан-Филипп Вано, бывший заместитель директора, ответственный за качество и корпоративную социальную ответственность Оранж (предприятие), был избран президентом Паритек.
 

## Организация
Паритек объединяет 12 высших школ:
- AgroParisTech[10]
- Национальная высшая школа искусств и ремёсел
- Chimie ParisTech[11]
- Национальная школа мостов и дорог
- Политехническая школа
- ENSAE ParisTech[12]
- ENSTA ParisTech
- Высшая школа промышленной физики и химии города Париж
- HEC Paris[13]
- Institut d’Optique Graduate School[14]
- Горная школа Парижа
- Télécom ParisTech[15]

Паритек участвует в проекте Кампус на плато Саклэ. Согласно первоначальному плану Большого технологического университета, школы должны были быть распределены по трём кампусам: на плато Саклэ, во внутреннем Париже и в кампусе имени Декарта

### Зачисление
Зачисление студентов-инженеров происходит, в основном, по результатам конкурса после подготовительных классов. Также часть студентов приходит из университетов, после бакалавриата или магистрата. Для зачисления необходимы отличное досье и успешно пройденный экзамен по научным дисциплинам.
Паритек предлагает также многочисленные места для иностранных студентов. Процедура отбора этих студентов одинакова для всех школ Паритек и проходит по результатам досье, рассматриваемом жюри, и экзаменам.

### Образование
Паритек предлагает образование, охватывающее ряд наук и технологий. Каждая школа-член объединения признана лидером в своей области, что подтверждает качество образования. Среди прочих областей, преподаются: математика, прикладная математика, информационные и коммуникационные технологии, физика, оптика, материаловедение, механика, энергетика, химия, физическая химия, науки о жизни, о Земле, об окружающей среде, экономика, социология.
Студенты Паритек, как правило, обязаны выезжать за границу в течение курса обучения. У них есть возможность слушать лекции в других школах Паритек или осуществлять академические обмены.

### Статус диплома инженера
Паритек имеет право выдавать диплом магистра. Магистерские программы часто организуются школами Паритек и иногда в кооперации с предприятиями-партнёрами.
Предлагаются магистерские программы по следующим направлениям:

#### Науки о жизни и обокружающей среде
- Биомедицинская инженерия
- Управление в области использования воды, земли и утилизация отходов
- Науки и технологии о жизни и об охране окружающей среды

#### Устойчивая мобильность
- Мобильность и электротранспорт
- Транспорт и устойчивое развитие

#### Энергия
- Ядерная энергия
- Энергетические стратегии
- Наука и технологии возобновляемой энергии
- Чистая и возобновляемая энергия
- Морская инженерия

#### Промышленные технологии
- Аэродинамика и Аэроакустика
- Материаловедение и инженерные науки в Париже
- Материаловедение для строительных приложений и энергия
- Материаловедение для устойчивого строительства
- Сенсоры, измерительные приборы и измерения

#### Бизнес, инновации
- Экономика устойчивого развития, окружающая среда и энергия
- Сетевые технологии и цифровая экономика
- Интегрирование знаний и механическое производство
- Проектирование и управление сложными системами программного обеспечения
- Проектирование, инновации, дизайн
- Менеджмент

### Аспирантура
В Паритек возможно прохождение аспирантуры.
В рамках проекта «PASTEL» (ParisTech service de thèses en ligne) диссертационные работы студентов находятся в открытом доступе в интернете.

## Научные исследования
Научные исследования занимают важную роль. В Паритек насчитываются:
- 126 научных лабораторий
- 2900 преподавателей-исследователей
- 2670 исследователей
- 2400 аспирантов
- более 18000 публикаций за последние 5 лет

В этих лабораториях проводили часть исследований лауреат медали Фидлса Пьер-Луи Лионс и лауреаты нобелевской премии Морис Алле, Пьер Жиль де Жен и Жорж Шарпак. Также в этих лабораториях работали: лауреат золотой медали НЦНИ Ален Аспе, лауреаты серебряной медали НЦНИ Жак Прост, Филипп Грандье, Жером Бибет, Катрин Бреклняк, Матиас Финк, Мишель Калон, Даниель Линко, Людвик Лейблер, Мишель Флиес и Жанин Коси.

### Университеты-партнёры и обмен студентами
У Паритека множество партнёрских соглашений с другими иностранными университетами. Договор об обмене студентами заключён с университетами латинской Америки (Бразилия, Мексика, Чили, Аргентина и др.), с университетами Китая и России. Программа обмена «50 инженеров в год», стартовавшая в 2000 году позволила получить образование уже 275-и китайским инженерам.
В Париже, в университетском городке была создана своя резиденция, чтобы собирать иностранных студентов вместе.
Паритек на 2006 год входит в сеть европейских вузов IDEA League и участвует в программах: ATHENS и Unitech.

### Партнёрство в области исследований
Паритек поощряет создание индустриальных кафедр в школах-участницах. Так, Политехническая школа создала совместные кафедры с EDF, fr:Calyon, ArcelorMittal, Unilever, DuPont, Thales, Samsung, EADS, Горная школа с Total, Natixis, Microsoft, AREVA, Школа мостов и дорог с Lafarge и с Société Générale, Школа статистики и администрирования с AXA и AGF, Высшая коммерческая школа с Renault, Toshiba, Pernod Ricard, Школа промышленной физики и химии с Michelin, Total и Saint-Gobain, Школа телекоммуникаций с Orange, Агротехнический институт с Suez и Vinci.

### Студенческое объединение Паритек
Студенческая ассоциация Паритек объединяет студентов школ-участниц. Каждая школа представлена в ней одним или двумя членами. Благодаря этой ассоциации, все школы поддерживают контакт и получают информацию обо всём, что происходит вне, чтобы помогать организовывать общие проекты и вечеринки и поддерживать сплочённость студенческих коллективов сети Паритек.
Объединение Паритек каждый год организует спортивные соревнования между школами.
Также ассоциация проводит общую вечеринку «La nuit ParisTech».
Организация помогает в приёме иностранцев во время недели студенческих обменов «Athens» и представляет студентов Паритек за рубежом.

### Проект свободных знаний онлайн
Паритек контролирует несколько взаимосвязанных проектов, один из которых, «Graduate School ParisTech», включает описание около 2000 образовательных учреждений и множество программ обучения в одиннадцати высших школах.
Для каждого курса лекций предлагается онлайн-досье с описанием.
В рамках проекта «Свободных Знаний», Паритек предоставляет доступ к более чем 1000 педагогическим ресурсам по темам, связанным с учебными планами школ.

### Создание предприятий
Паритек создал Бизнес-инкубатор ParisTech Entrepreneurs на основе бизнес инкубатора Высшей школы телекоммуникаций. Инкубатор расположен по адресу: улица Даро, 9 в 14 районе Парижа. Инкубатор ориентирован в основном на выпускников высших школ объединения, но кроме того допускает предпринимателей со стороны.
Как и прочие структуры подобного типа, инкубатор ParisTech Entrepreneurs обращён к молодым предприятиям и предлагает ряд услуг, адаптированных под их нужды (поддержка, консалтинг, предоставление площадей, помощь в поиске капитала, продвижение предприятия и пр.)
Паритек также входит в инкубаторы Agoranov, инкубатор Высшей коммерческой школы, Incuballiance и Polystart.

### Ассоциация выпускников Алюмни
Ассоциация бывших студентов называется fr:ParisTech Alumni. Она объединяет кружки по интересам выпускников школ, насчитывая более 195 000 участников.
Она регулярно организует мероприятия во Франции и за границей.

## Классификация
Академический рейтинг университетов мира, опубликованный в 2008 году Шанхайским университетом Цзяо Тун расположил две школы Паритек (Высшая школа промышленной физики и химии города Париж и Политехническая школа) во главе французских инженерных школ, в третьем квантиле мирового уровня.
Горная школа Парижа публиковала ежегодно с 2007 по 2011 годы, свой рейтинг " fr:Classement international professionnel des établissements d'enseignement supérieur «, оценивающий с точки зрения количества бывших студентов, фигурирующих среди управляющих 500 крупнейших компаний мира.
Эта классификация расположила университеты следующим образом: Гарвард на первом месте, затем Токийский университет, университет Кэйо, Высшая коммерческая школа, университеты Киото и Оксфорд, потом Политехническая школа. Горная школа Парижа оказалась на 21 месте. Рейтинг уточняет также, что Паритек как единое учреждение находится на втором месте после Гарварда. Выбор такого критерия отбора критикуется, так как он выгоден, в первую очередь, французским учреждениям.